# Chodský Újezd
Chodský Újezd é uma comuna checa localizada na região de Plzeň, distrito de Tachov.